# Ingo Hertzsch
Ingo Hertzsch (* 22. Juli 1977 in Meerane) ist ein ehemaliger deutscher Fußballspieler.

## Karriere

### Vereine
Seine ersten fußballerischen Schritte unternahm Hertzsch bei der BSG Stahl Callenberg und der BSG Motor Hohenstein-Ernstthal, bevor er im Sommer vor der deutschen Wiedervereinigung zum Chemnitzer FC ging. Dort spielte er bereits als Teenager in der damals drittklassigen Regionalliga für die 1. Männermannschaft.
In der Bundesliga startete seine Laufbahn zu Jahresbeginn 1997 beim Hamburger SV. Im Jahr 2003 wechselte er zu Bayer 04 Leverkusen, wo er sich aber nicht durchsetzen konnte. In der Saison 2003/04 wurde er an Eintracht Frankfurt ausgeliehen, konnte aber den Abstieg von Eintracht Frankfurt in die 2. Liga nicht verhindern. Ab der Saison 2004/05 spielte Ingo Hertzsch für den 1. FC Kaiserslautern, mit dem er in der Saison 2005/06 erneut aus der Bundesliga abstieg. Zur Saison 2006/07 wechselte er zum Zweitligaaufsteiger FC Augsburg.
Seit der Saison 2009/10 spielte Hertzsch für RB Leipzig. Nachdem er am 30. Juni 2011 seine Profi-Karriere beendet hatte, erhielt er einen Anschlussvertrag im Marketing-Bereich von RB Leipzig. Außerdem fungierte er noch als Stand-by-Spieler in der Reserve. Im Sommer 2013 beendete er seine Karriere als Fußballspieler.

### Nationalmannschaft
Ingo Hertzsch kam ab 1997 in der U-21-Auswahl des DFB zum Einsatz. Im Rahmen der Qualifikation für das olympische Fußballturnier 2000 nahm er 1998 zudem an drei Spielen der deutschen Olympia-Fußballauswahl teil. Beim 1:1 gegen China erzielte er ein Tor.
Hertzsch bestritt zwei Länderspiele für die deutsche A-Nationalmannschaft: 2000 gegen Dänemark und im August 2002 beim ersten Spiel des Vizeweltmeisters gegen Bulgarien. Bei beiden Spielen stand er in der Startelf.